# Schizostachyum glaucifolium
Schizostachyum glaucifolium är en gräsart som först beskrevs av Franz Josef Ivanovich Ruprecht, och fick sitt nu gällande namn av William Munro. Schizostachyum glaucifolium ingår i släktet Schizostachyum och familjen gräs. Inga underarter finns listade i Catalogue of Life.